# Ruder-Weltmeisterschaften 2002
Die Ruder-Weltmeisterschaften 2002 wurden vom 15. bis 22. September 2002 vom Weltruderverband (FISA) auf dem Fluss Guadalquivir in Sevilla, Spanien ausgetragen. Es wurden 328 Boote mit 932 Athleten aus 53 Ländern in 26 Wettbewerben gemeldet. Erstmals wurden auch Ruder-Weltmeister im Pararudern in zwei Klassen unter 38 Athleten ermittelt.
Aufgrund günstiger Witterungsbedingungen an der Regattastrecke konnten  die Weltbestzeiten in acht Bootsklassen verbessert werden. Davon haben drei Weltbestzeiten bis heute Bestand (Stand Dezember 2012).

## Ergebnisse

### Männer
| Bootsklasse                                  | Gold | Gold    | Silber | Silber  | Bronze | Bronze  |
| -------------------------------------------- | --- | ------- | --- | ------- | --- | ------- |
| Einer (M1x)                                  | Deutschland Marcel Hacker | 6:36,33 | Slowenien Iztok Čop | 6:39,00 | Norwegen Olaf Tufte | 6:39,45 |
| Leichtgewichts-Einer (LM1x)                  | Irland Sam Lynch | 6:49,86 | Italien Stefano Basalini | 6:51,29 | Vereinigte Staaten Steve Tucker | 6:52,94 |
| Doppelzweier (M2x)                           | Ungarn Ákos Haller Tibor Pető | 6:05,74 | Italien Agostino Abbagnale Franco Berra | 6:06,93 | Deutschland André Willms Andreas Hajek | 6:07,77 |
| Leichtgewichts-Doppelzweier (LM2x)           | Italien Elia Luini Leonardo Pettinari | 6:10,80 | Polen Tomasz Kucharski Robert Sycz | 6:13,50 | Dänemark Mads Rasmussen Rasmus Quist | 6:14,82 |
| Doppelvierer (M4x)                           | Deutschland René Bertram Stephan Volkert Marco Geisler Robert Sens                                                                                                   | 5:39,57 | Polen Adam Bronikowski Marek Kolbowicz Sławomir Kruszkowski Adam Korol                                                                                        | 5:40,43 | Italien Mattia Righetti Marco Ragazzi Rossano Galtarossa Simone Raineri                                                                                           | 5:43,62 |
| Leichtgewichts-Doppelvierer (LM4x)           | Italien Emanuele Federici Daniele Gilardoni Luca Moncada Filippo Mannucci                                                                                            | 5:51,89 | Spanien José Martín Juan Luis Aguirre Barco Carlos Loriente Perez Alberto Domínguez Lorenzo                                                                   | 5:54,23 | Niederlande Wolter Blankert Koos de Loos Dylan van der Linde Marten Bosma                                                                                         | 5:54,59 |
| Zweier ohne Steuermann (M2-)                 | Vereinigtes Königreich James Cracknell Matthew Pinsent | 6:14,27 | Südafrika Ramon di Clemente Donovan Cech | 6:15,60 | Kroatien Siniša Skelin Nikša Skelin | 6:15,97 |
| Leichtgewichts-Zweier ohne Steuermann (LM2-) | Chile Christian Yantani Garces Miguel Cerda Silva | 6:29,97 | Italien Carlo Gaddi Franco Sancassani | 6:31,94 | Vereinigtes Königreich Ned Kittoe Nick English | 6:34,40 |
| Zweier mit Steuermann (M2+)                  | Deutschland Lars Krisch Andreas Werner Claus Müller-Gatermann (Stm.)                                                                                                 | 6:47,93 | Vereinigte Staaten Daniel Beery Dana Schmunk Joe Manion (Stm.)                                                                                                | 6:50,60 | Australien Tom Laurich Robert Jahrling Michael Toon (Stm.) | 6:53,77 |
| Vierer ohne Steuermann (M4-)                 | Deutschland Sebastian Thormann Paul Dienstbach Philipp Stüer Bernd Heidicker                                                                                         | 5:41,35 | Vereinigtes Königreich Steve Williams Josh West Toby Garbett Rick Dunn                                                                                        | 5:41,60 | Italien Niccolò Mornati Raffaello Leonardo Lorenzo Carboncini Carlo Mornati                                                                                       | 5:44,12 |
| Leichtgewichts-Vierer ohne Steuermann (LM4-) | Dänemark Thor Kristensen Thomas Ebert Stephan Mølvig Eskild Ebbesen                                                                                                  | 5:47,21 | Italien Lorenzo Bertini Catello Amarante Salvatore Amitrano Bruno Mascarenhas                                                                                 | 5:49,41 | Kanada Douglas Vandor Iain Brambell Jonathan Mandick Gavin Hassett                                                                                                | 5:50,55 |
| Vierer mit Steuermann (M4+)                  | Vereinigtes Königreich Tom Stallard Steve Trapmore Luka Grubor Kieran West Christian Cormack (Stm.)                                                                  | 6:06,70 | Deutschland Arne Landgraf Martin Zobelt Jan-Martin Bröer Klaus Rogge Stefan Lier (Stm.)                                                                       | 6:08,88 | Kroatien Igor Boraska Oliver Martinov Ivan Jukic Ninoslav Saraga Luka Travas (Stm.)                                                                               | 6:10,54 |
| Achter (M8+)                                 | Kanada Matt Swick Kevin Light Ben Rutledge Kyle Hamilton Joseph Stankevicius Andrew Hoskins Adam Kreek Jeff Powell Brian Price (Stm.)                                | 5:26,92 | Deutschland Sebastian Schulte Thorsten Engelmann Jörg Dießner Stephan Koltzk Johannes Doberschütz Enrico Schnabel Ulf Siemes Michael Ruhe Peter Thiede (Stm.) | 5:28,16 | Vereinigte Staaten Ryan Torgerson Garrett Klugh Joseph Hansen Wolfgang Moser Michael Wherley Eric Mueller Bryan Volpenhein Jonathan Watling Pete Cipollone (Stm.) | 5:29,27 |
| Leichtgewichts-Achter (LM8+)                 | Italien Luigi Scala Alessandro Lodigiani Giuseppe Del Gaudio Nicola Moriconi Marco Paniccia Carlo Grande Stefano Fraquelli Bruno Pasqualini Vincenzo Di Palma (Stm.) | 5:35,05 | Deutschland Martin Raeder Lars Achtruth Martin Fauck Joachim Drews Markus Pütz Matthias Hobein Sven Johannesmeier Christian Dahlke Jörg Dederding (Stm.)      | 5:36,61 | Vereinigte Staaten Gavin Blackmore Eric Feins John Cashman Andrew Liverman Erik Miller Jon Douglas Thomas Paradiso Matthew Smith Bill McManus (Stm.)              | 5:38,21 |

### Frauen
| Bootsklasse                                  | Gold | Gold    | Silber | Silber  | Bronze | Bronze  |
| -------------------------------------------- | --- | ------- | --- | ------- | --- | ------- |
| Einer (W1x)                                  | Bulgarien Rumjana Nejkowa | 7:07,71 | Belarus Kazjaryna Karsten | 7:11,74 | Deutschland Katrin Rutschow | 7:12,07 |
| Leichtgewichts-Einer (LW1x)                  | Bulgarien Wiktoria Dimitrowa | 7:28,89 | Vereinigte Staaten Lisa Schlenker | 7:30,56 | Spanien Teresa Mas de Xaxars Rivero | 7:31,21 |
| Doppelzweier (W2x)                           | Neuseeland Georgina Evers-Swindell Caroline Evers-Swindell                                                                                                 | 6:38,78 | Russland Larissa Merk Irina Fedotowa | 6:41,06 | Italien Elisabetta Sancassani Gabriella Bascelli                                                                                                  | 6:41,65 |
| Leichtgewichts-Doppelzweier (LW2x)           | Australien Sally Causby Amber Halliday | 6:52,84 | Deutschland Janet Radünzel Claudia Blasberg                                                                                                  | 6:53,56 | Vereinigtes Königreich Helen Casey Tracy Langlands                                                                                                | 6:55,28 |
| Doppelvierer (W4x)                           | Deutschland Peggy Waleska Marita Scholz Manuela Lutze Kerstin El Qalqili-Kowalski                                                                          | 6:15,66 | Dänemark Astrid Jespersen Sarah Lauritzen Dorthe Pedersen Majbrit Nielsen                                                                    | 6:16,84 | Belarus Inessa Sacharewskaja Wolha Berasnjowa Kazjaryna Karsten Marija Worona                                                                     | 6:18,12 |
| Leichtgewichts-Doppelvierer (LW4x)           | Australien Zita van de Walle Marguerite Houston Miranda Bennett Hannah Every-Hall                                                                          | 6:29,55 | Niederlande Mariel Pikkemaat Mirjam ter Beek Judith van Os Maud Klinkers                                                                     | 6:30,01 | Vereinigte Staaten Anne Finke Abigail Cromwell Michelle Borkhuis Wendy Tripician                                                                  | 6:32,48 |
| Zweier ohne Steuermann (W2-)                 | Rumänien Georgeta Andrunache Viorica Susanu | 6:53,80 | Kanada Jacqui Cook Karen Clark | 6:57,08 | Belarus Julija Bitschyk Natallja Helach | 6:59,21 |
| Leichtgewichts-Zweier ohne Steuermann (LW2-) | Vereinigtes Königreich Naomi Ashcroft Leonie Barron | 7:29,91 | Chile Paola Rodriguez Gallardo Carolina Godoy Alarcon                                                                                        | 7:41,21 | Spanien Maria Almuedo Castillo Beatriz Casanueva                                                                                                  | 7:47,26 |
| Vierer ohne Steuermann (W4-)                 | Australien Kristina Larsen Jodi Winter Rebecca Sattin Victoria Roberts                                                                                     | 6:26,11 | Kanada Roslyn McLeod Rachelle Viinberg Darcy Marquardt Pauline van Roessel                                                                   | 6:28,32 | Volksrepublik China Guifeng Zhao Cuiping Yang Huanling Cong Xueling Feng                                                                          | 6:31,28 |
| Achter (W8+)                                 | Vereinigte Staaten Katherine Johnson Dana Peirce Caryn Davies Maite Urtasun Bernadette Marten Alison Cox Anna Mickelson Kate MacKenzie Mary Whipple (Stf.) | 6:04,25 | Australien Jodi Winter Jo Lutz Julia Wilson Jane Robinson Rachael Taylor Rebecca Sattin Victoria Roberts Kristina Larsen Carly Bilson (Stf.) | 6:05,10 | Deutschland Anja Pyritz Maja Tucholke Britta Holthaus Dana Pyritz Nicole Zimmermann Susanne Schmidt Lenka Wech Silke Günther Annina Ruppel (Stf.) | 6:05,19 |

### Paraklassen
| Bootsklasse                               | Gold                                                                                 | Gold    | Silber                                                                                                | Silber  | Bronze                                                                                     | Bronze  |
| ----------------------------------------- | ------------------------------------------------------------------------------------ | ------- | --- | ------- | ------------------------------------------------------------------------------------------ | ------- |
| TA-Einer (TAMix1x)                        | Vereinigte Staaten Scott Brown                                                       | 4:47,95 | Vereinigte Staaten Angela Madsen                                                                      | 5:03,62 | Australien Peter Taylor                                                                    | 6:17,44 |
| LTA-Männer-Vierer mit Steuermann (LTAM4+) | Australien Ben Vines Brett Horten Bernard Pelten Glenn Blackley Susie Edwards (Stf.) | 3:42,75 | Spanien Ramon Martin Marcos Vega Verona Juan Pedro Fiz Alfonso Galiano Martinez Javier Maestre (Stm.) | 3:55,05 | Vereinigte Staaten Aerial Gilbert Jean Longchamps Dwayne Adams Tracy Lee Lisa Boron (Stf.) | 3:59,97 |

## Medaillenspiegel

### Männer und Frauen
| Platz | Land                   | Gold | Silber | Bronze | Gesamt |
| ----- | ---------------------- | ---- | ------ | ------ | ------ |
| 1     | Deutschland            | 5    | 4      | 3      | 12     |
| 2     | Italien                | 3    | 4      | 3      | 10     |
| 3     | Vereinigtes Königreich | 3    | 1      | 2      | 6      |
| 4     | Australien             | 3    | 1      | 1      | 5      |
| 5     | Bulgarien              | 2    |        |        | 2      |
| 6     | Vereinigte Staaten     | 1    | 2      | 4      | 7      |
| 7     | Kanada                 | 1    | 2      | 1      | 4      |
| 8     | Dänemark               | 1    | 1      | 1      | 3      |
| 9     | Chile                  | 1    | 1      |        | 2      |
| 10    | Ungarn                 | 1    |        |        | 1      |
| 10    | Irland                 | 1    |        |        | 1      |
| 10    | Neuseeland             | 1    |        |        | 1      |
| 10    | Rumänien               | 1    |        |        | 1      |
| 14    | Polen                  |      | 2      |        | 2      |
| 15    | Belarus                |      | 1      | 2      | 3      |
| 15    | Spanien                |      | 1      | 2      | 3      |
| 17    | Niederlande            |      | 1      | 1      | 2      |
| 18    | Südafrika              |      | 1      |        | 1      |
| 18    | Russland               |      | 1      |        | 1      |
| 18    | Slowenien              |      | 1      |        | 1      |
| 21    | Kroatien               |      |        | 2      | 2      |
| 22    | Volksrepublik China    |      |        | 1      | 1      |
| 22    | Norwegen               |      |        | 1      | 1      |
| Summe | Summe                  | 24   | 24     | 24     | 72     |

### Handicapklassen
| Platz | Land               | Gold | Silber | Bronze | Gesamt |
| ----- | ------------------ | ---- | ------ | ------ | ------ |
| 1     | Vereinigte Staaten | 1    | 1      | 1      | 3      |
| 2     | Australien         | 1    |        | 1      | 2      |
| 3     | Spanien            |      | 1      |        | 1      |
| Summe | Summe              | 2    | 2      | 2      | 6      |